# Vigna minima
Vigna minima är en ärtväxtart som först beskrevs av William Roxburgh, och fick sitt nu gällande namn av Jisaburo Ohwi och Hiroyoshi Ohashi. Vigna minima ingår i släktet vignabönor, och familjen ärtväxter.

## Underarter
Arten delas in i följande underarter:
- V. m. minima
- V. m. minor